# Fruchtbarkeitsgottheit

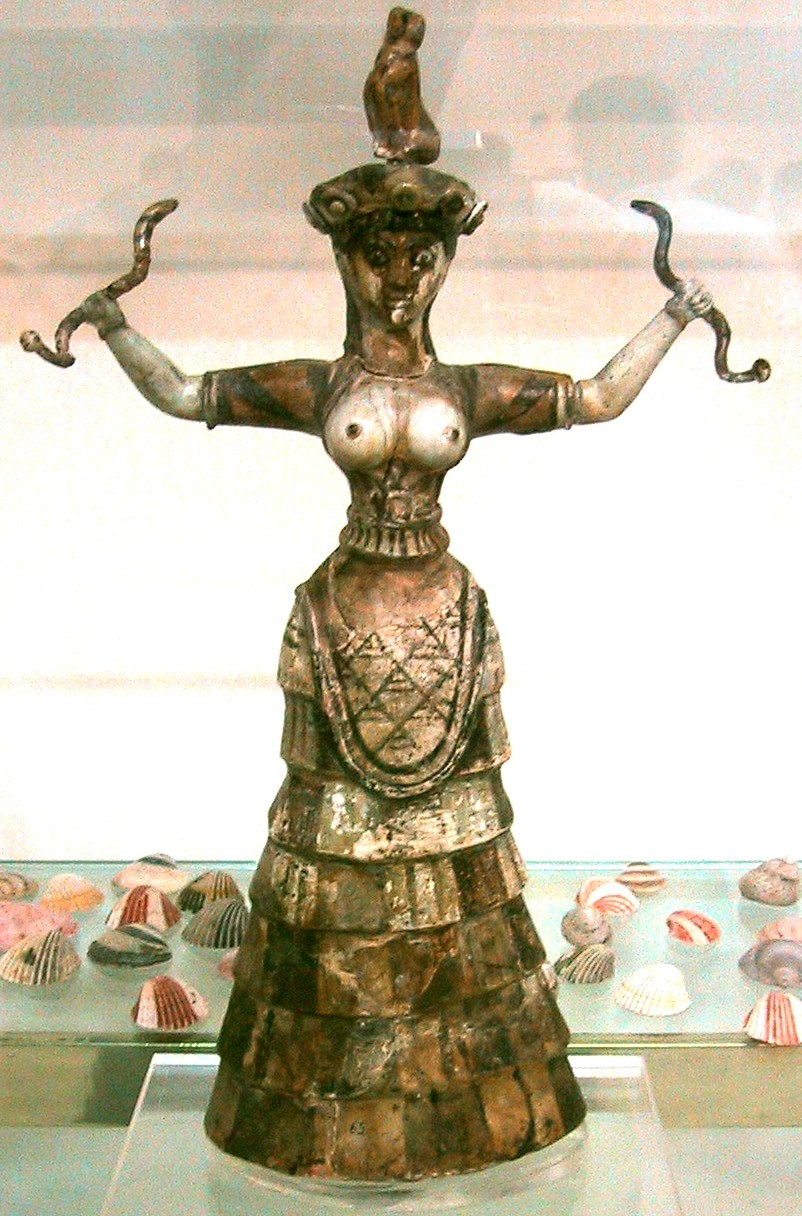
Sogenannte „kleine Schlangengöttin“, Göttin der Minoischen Religion auf Knossos (Kreta), vgl. Schlangentanz

Eine Fruchtbarkeitsgottheit ist in Glaubenssystemen mit vielen verschiedenen Göttern (Polytheismus) eine Gottheit, die für die Fruchtbarkeit der Felder und der Tiere verantwortlich ist.
In manchen Glaubenssystemen garantiert nicht eine einzelne Fruchtbarkeitsgottheit – meist eine Muttergöttin –, sondern eine sogenannte Heilige Hochzeit zwischen einem Gott und einer Göttin die Fruchtbarkeit der Felder. Ein altes Beispiel für ein solches Paar sind der sumerische Dumuzi und Inanna.

## Ägypten
Osiris ist der Fruchtbarkeitsgott im alten Ägypten, er gilt als Gott der Nilflut.
Sokar (gr. Sokaris) ist einer der ältesten Totengötter des alten Ägypten. Zu früheren Zeiten galt er als Fruchtbarkeitsgott, änderte dann aber seine Gestalt im Laufe der Zeit.

## Syrien
Eine syrische Fruchtbarkeitsgöttin war Astarte (oder Aschera).

### Ugarit
Ba’al ist der Fruchtbarkeitsgott im Glauben Ugarits. Dies folgt aus seiner Funktion als Wettergott, in einer eher trockenen mediterranen Umgebung, wo die Fruchtbarkeit des Landes von seiner religiösen Verantwortung für ergiebigen Regen abhing. Daher sind männliche Fruchtbarkeitsgötter meist für die Fruchtbarkeit der Felder und (wegen der durch Regen ermöglichten Wachstums der Kräuter und Gräser als Futter) für das Vieh verantwortlich, in der Regel nicht für die Fruchtbarkeit der Menschen. Für die Fruchtbarkeit der Menschen, vor allem der Frauen, sind vor allem Fruchtbarkeitsgöttinnen zuständig.
Der für Wasser, Brot, Wein, Öl, Kräuter (Nahrung für das Vieh) und ihr Gedeihen verantwortliche Gott ist in einer bäuerlichen Kultur von besonderer Bedeutung. Die Motive des zitierten Hymnus finden sich in Psalm 65. der Bibel auch für JHWH.
Aschera ist eine syrische/ugaritische Fruchtbarkeitsgöttin. Ihr Name (ugaritisch ˀaṯrt, Vokalisation vermutlich ˀAṯiratu, daraus althebräisch ˀAšera) leitet sich wohl vom semitischen aṯr, also Heiliger Ort ab. Ihr Beiname ist „die Heilige“. Verehrt wurde sie als Kultpfahl, der einen stilisierten Baum darstellt. Aschera ist Gattin des Schöpfergottes El. Sie gebar  70 Götter und Göttinnen.

## Mesopotamien
In Mesopotamien wurden sowohl der Wettergott Hadad als Regenbringer als auch Nergal und Tammuz mit der Fruchtbarkeit der Felder verbunden. Auch Aššur war vielleicht ursprünglich ein Fruchtbarkeitsgott.

## Thraker
Die Thraker verehrten die Göttin der Jagd und Fruchtbarkeit und Mutter der Natur Kybele.

## Griechenland
Die Fruchtbarkeitsgöttin des griechischen Götterhimmels war Demeter.
Persephone (griechisch Περσεφόνη, älteste Form Περσόφαττα mit der Bedeutung „die, welche [beim Dreschen] die Garben schlägt“) ist in der griechischen Mythologie eine Toten-, Unterwelt- und Fruchtbarkeitsgöttin. In der römischen Mythologie wird sie zur Proserpina. Sie ist Tochter des Zeus und seiner Schwester Demeter und trägt oft den Namen Kore (Κόρη, „Mädchen“).

## Rom
Die römische Göttin des Ackerbaus ist Ceres.
Die Göttin des Ertragreichtums ist Ubertas.

## Kelten

### Cernunnos
Cernunnos ist eine keltische Gottheit. Sein Name wird als „der Gehörnte“ gedeutet und er wird zumeist als Gott der Natur und der Fruchtbarkeit interpretiert. In der Antike wurde er von den Römern mit Jupiter gleichgesetzt. Es wird zum Teil vermutet, dass er der Stammesgott der gallischen Karnuten war, in deren Gebiet sich das gallische Zentralheiligtum der Druiden befand.
Es gibt keine antiken literarischen Erwähnungen eines Gottes Cernunnos, doch wurden von ihm in Gallien, aber auch in Teilen Spaniens und Norditaliens entweder Inschriften des Namens oder bildliche Darstellungen vom Typos des Hirschgottes gefunden. Insgesamt lassen sich seine Spuren  von Britannien über Gallien, Spanien und Italien bis nach Rumänien verfolgen.

### Epona
Epona, seltener auch Epana genannt, ist eine keltische Fruchtbarkeitsgöttin und Göttermutter sowie die römische Göttin der Pferde.
Die Verehrung Eponas war zu Zeiten der Kelten und Gallo-Römer, d. h. in der Antike bis Spätantike, im gesamten europäisch-keltischen Raum verbreitet. Epona nahm in diesen älteren Kulten die Stelle einer Fruchtbarkeitsgöttin und Göttermutter ein, möglicherweise auch die einer Himmelsgottheit, weil sie mit der römischen Ops gleichgesetzt wurde.
Die römischen Truppen übernahmen Epona als Göttin der Pferde und der Reiterei und somit als Quasi-Kriegsgöttin. Epona und die ursprüngliche römische Kriegsgöttin Bellona wurden in der Folge mitunter in gleicher Art dargestellt.

## Germanen
Die germanische Göttin der Fruchtbarkeit ist Freya, sie ist neben der Fruchtbarkeit auch für die Liebe zuständig.

## Finnland
In der Finnland war der finnische Erd- und Fruchtbarkeitsgott Sämpsä („Riedgras“) für die Saat, besonders den Roggen zuständig, säte aber auch die Kiefern, Fichten und den Wacholder. Er war ein Gott, der immer wieder starb und auferstand. Begab er sich in den Winterschlaf, konnten Roggen und Hafer nicht wachsen, wurde er vom „Sonnenjungen“ wieder geweckt, heiratete er seine Stiefmutter auf dem Feld. Dann war er der Sämann.

## Azteken
Xipe Totec war der Kriegs- und Fruchtbarkeitsgott der Azteken. Die Opferung für Xipe Totec sollte einen positiven Einfluss auf die Maisernte haben.

## Inka
Mama Allpa war eine Fruchtbarkeitsgöttin der Inka, die eine Vielzahl von Brüsten besaß.

## Nordamerika
Kokopelli ist ein Fruchtbarkeitsgott, der von den Ureinwohnern des amerikanischen Südwestens (heutige USA) verehrt wird. Er wacht sowohl über die Geburt und Fortpflanzung, als auch über die Landwirtschaft. Kokopellis Flötenspiel vertreibt den Winter und leitet den Frühling ein. Viele Stämme, wie zum Beispiel die Zuñi, verbinden mit Kokopelli auch den Regen.

## Voodoo
Ghede (Guede) sind Loa, also in der Voodoo-Mythologie in Haiti Geistwesen, die für Geburt, Fruchtbarkeit und Tod zuständig sind.